# 贾子群
贾子群（1905年—1995年），男，汉族，四川南充人，中国政治人物，曾任民盟四川省委副主任委员，第二届全国政协委员。